# Kazuya Murata
Kazuya Murata (født 7. oktober 1988) er en japansk fodboldspiller, som spiller for den japanske fodboldklub Kashiwa Reysol.